# HD 126504
HD 126504，又名CD-45 9188，SAO 224929、HR 5401，是一颗恒星，视星等为5.83，位于銀經319.75，銀緯13.59，其B1900.0坐标为赤經14h 20m 45.2s，赤緯-45° 13.59′ 54″。